# آلاگزنه‌ای گلوتیره
آلاگزنه‌ای گلوتیره (نام علمی: Thamnomanes ardesiacus) نام یک گونه از سرده بوته‌خواه‌ها است.